# Tillandsia × floridana
Tillandsia x floridana là một loài lai ghép tự nhiên (T. fasciculata x T. bartramii) thuộc chi Tillandsia. Đây là loài đặc hữu của Hoa Kỳ. Loài này được (L.B.Sm.) H.E.Luther miêu tả khoa học đầu tiên năm 1985.